# Sechzehn Stunden Ewigkeit
Sechzehn Stunden Ewigkeit (Originaltitel: The Map of Tiny Perfect Things) ist ein US-amerikanischer Science-Fiction-Film von Ian Samuels, der am 12. Februar 2021 in das Programm von Prime Video aufgenommen wurde. Der als Tragikomödie angelegte Liebesfilm basiert auf einer Kurzgeschichte von Lev Grossman, die der Autor auch für den Film adaptierte.

## Handlung
Der 17-jährige Mark sitzt schon seit geraumer Zeit in einer Zeitschleife fest und ist eigentlich ganz zufrieden damit, ein und denselben Tag immer und immer wieder zu erleben. Dann jedoch bemerkt er, dass er nicht alleine in der Zeitschleife gefangen sitzt, sondern auch die äußerst schlaue Margaret. Gemeinsam erfahren sie all die wunderbaren, erstaunlichen und perfekten Dinge, die an diesem einen Tag passieren.

## Produktion

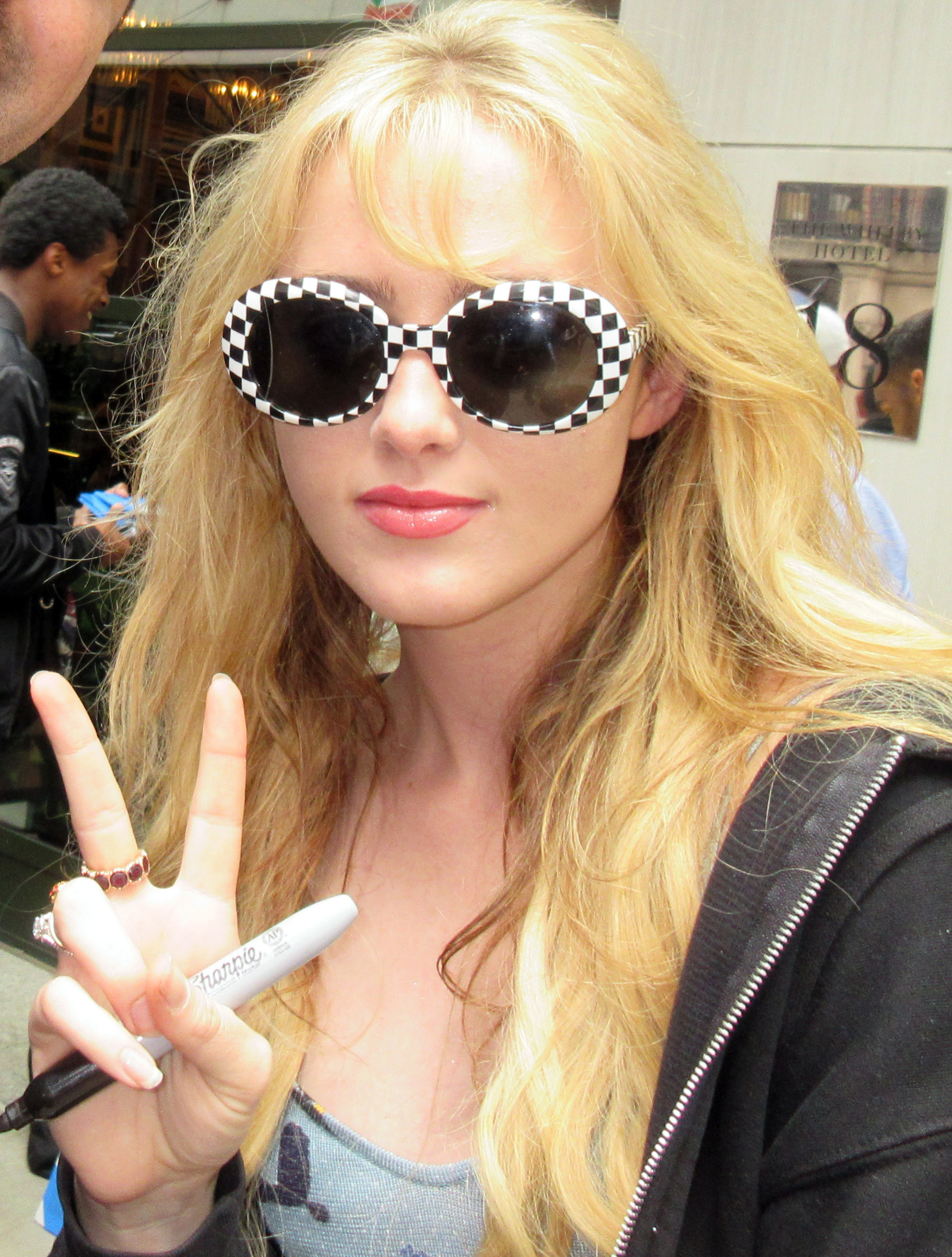
Kathryn Newton spielt Margaret

Der Film basiert auf der Kurzgeschichte The Map of Tiny Perfect Things von Lev Grossman, die der Autor auch für den Film adaptierte. Grossman ist ein vielfach ausgezeichneter Bestsellerautor, dessen „Magicians“-Trilogie in viele Sprachen übersetzt wurde.
Regie führte Ian Samuels.
Am 12. Februar 2021 wurde der Film weltweit in das Programm von Amazon Prime Video aufgenommen.

## Rezeption

### Kritiken
Der Film konnte bislang 77 Prozent aller Kritiker bei Rotten Tomatoes überzeugen und erhielt hierbei eine durchschnittliche Bewertung von 6,6 der möglichen 10 Punkte.

### Auszeichnungen
Critics’ Choice Television Awards 2022
- Nominierung als Bester Fernsehfilm